# Desa Buduran (administrativ by i Indonesien, lat -7,54, long 111,64)
Desa Buduran är en administrativ by i Indonesien.   Den ligger i provinsen Jawa Timur, i den västra delen av landet, 500 km öster om huvudstaden Jakarta.